# Classe Cape
La Classe Cape est une classe de grands patrouilleurs au service de la Australian Border Force (Unité maritime des douanes australiennes) et de la Royal Australian Navy.

## Histoire
Cette nouvelle classe a été ordonnée en 2011 pour remplacer progressivement la classe Bay de patrouilleurs côtiers. Elle est réalisée par les chantiers navals Austal, leur coque est en alliage d'aluminium.
Deux unités ont été provisoirement prêtées à la Marine royale australienne.
Le 16 août 2019, la Trinidad and Tobago Defence Force (en) achète 2 patrouilleurs qui sont livrés mi-mai 2021 à sa garde côtière.
Le 1er mai 2020, un contrat est passé pour la Marine royale australienne pour 6 patrouilleurs améliorés d'un montant de 324 millions de dollars australiens, le plus important alors signé par Austal. Ils remplaceront une partie des treize patrouilleurs de la classe Armidale, .

## Les unités
| Numéro                  | Nom                     | Quille                  | Lancement               | Service                 | Statut                                                              |
| Australian Border Force | Australian Border Force | Australian Border Force | Australian Border Force | Australian Border Force | Australian Border Force                                             |
| ----------------------- | ----------------------- | ----------------------- | ----------------------- | ----------------------- | ------------------------------------------------------------------- |
| 361                     | Cape St George          | juin 2012               | janvier 2013            | mars 2013               | en activité                                                         |
| 362                     | Cape Byron              | janvier 2013            | janvier 2014            | 19 mai 2014             | ADV Cape Byron à disposition de la Royal Australian Navy (2015-16)  |
| 363                     | Cape Nelson             | août 2013               | mai 2014                | 15 septembre 2014       | ADV Cape Nelson à disposition de la Royal Australian Navy (2015-16) |
| 364                     | Cape Sorell             | novembre 2013           | août 2014               | 15 décembre 2014        | en activité                                                         |
| 365                     | Cape Jervis             | janvier 2014            | octobre 2014            | 15 mai 2015             | en activité                                                         |
| 366                     | Cape Leveque            | mars 2014               | janvier 2015            | 3 mai 2015              | en activité                                                         |
| 367                     | Cape Wessel             | juillet 2014            |                         | 2 juillet 2015          | en activité                                                         |
| 368                     | Cape York               | octobre 2014            |                         | 2 septembre 2015        | en activité                                                         |
| Royal Australian Navy   |                         |                         |                         |                         |                                                                     |
|                         | Cape Fourcroy           |                         | décembre 2016           | 1er mai 2017            | en activité                                                         |
|                         | Cape Inscription        |                         | janvier 2017            | 6 juin 2017             | en activité                                                         |